# Magool
Magool (* 2. Mai 1948 in Beledweyne, Italienisch-Somaliland; † 19. März 2004 in Amsterdam, Niederlande), mit bürgerlichem Namen Halima Khalif Omar (Somali: Xaliimo Khaliif Cumar; arabisch حليمة خليف عمر), war eine bekannte somalische Sängerin und Musikerin. Sie gehörte dem Clan der Hawiya an.

## Leben und Wirken
Magools Karriere begann 1961 in Hargeisa, als der regionale Rundfunksender Radio Hargeysa die hohe Nachfrage nach somalischen Sängerinnen befriedigen wollte, die es aber aufgrund von Vorbehalten durch die muslimische Tradition praktisch nicht gab. Als Magool bei einem Probesingen vor einer Jury unter dem Vorsitz des bedeutenden somalischen Dichters und Komponisten Sugule (Ali Sugule Egal, 1936–2016) überzeugte, wurde sie sogleich beim Rundfunk unter Vertrag genommen und das lyrische Pseudonym Magool (Somali „frisches grünes Laub“) für sie gefunden. Eine Verbindung zwischen ihrer Tätigkeit als Sängerin und ihrer bürgerlichen Identität sollte nicht hergestellt werden können.
Magool war eine der wichtigsten Vertreterinnen des Qaraami, einer Musikrichtung, die sich seit den 1940er-Jahren zum Hauptstil der populären somalischen Musik entwickelte. Neben der traditionellen Fünfton-Musik, meist begleitet mit der Oud, mischten sich seit dieser Zeit Elemente der arabischen Musik und speziell in den 1960er- und 1970er-Jahren westlich geprägter Jazz, Soul und Funk in die Lieder, Qaraami wurde auch als „Somali-Jazz“ bezeichnet. Wie viele andere bekannte somalische Sänger (so Maryam Mursal) entwickelte Magool ihren Stil im von der Regierung unterstützten Waaberi-Ensemble.

## Rezeption
Im Jahr 2014 ging die somalische Sängerin Farxiya Fiska in Großbritannien auf eine Hommagetournee für Magool.

## Privates
Magool starb im Alter 2004 von 55 Jahren in Amsterdam an Brustkrebs. Ihr Neffe ist der somalisch-kanadische Hip-Hop-Musiker K’naan.

## Diskografie

### Singles
- 1973: Shimbir Yohou (Light & Sound)
- Jacil Dheeg-Malago Qury (Light & Sound)
- Wa'ly Sita (Light & Sound)

## Nachweise
1. ↑  Qaraami bei rateyourmusic.com, gesichtet am 13. Juli 2021
2. ↑  Homage to Magool, wawagency.com vom 27. Mai 2015, gesichtet am 13. Juli 2021
3. ↑  Matthew Lavoie: The Light & Sound of Mogadishu. In: voanews.com. 20. Mai 2008, abgerufen am 13. Juli 2021: „She died, of breast cancer, on March 19, 2004 in a hospital in Amsterdam.“

| Personendaten    | Personendaten                               |
| ---------------- | ------------------------------------------- |
| NAME             | Magool                                      |
| ALTERNATIVNAMEN  | Khalif Omar, Halima; Khaliif Cumar, Xaliimo |
| KURZBESCHREIBUNG | somalische Sängerin und Musikerin           |
| GEBURTSDATUM     | 2. Mai 1948                                 |
| GEBURTSORT       | Beledweyne, Somalia                         |
| STERBEDATUM      | 19. März 2004                               |
| STERBEORT        | Amsterdam, Niederlande                      |